# Liste der Monuments historiques in Cahors
Die Liste der Monuments historiques in Cahors führt die Monuments historiques in der französischen Stadt Cahors auf.

## Liste der Bauwerke
| Bezeichnung                                          | Beschreibung | Standort                                               | Kennzeichnung | Schutzstatus          | Datum               | Bild           |
| ---------------------------------------------------- | ------------ | ------------------------------------------------------ | ------------- | --------------------- | ------------------- | -------------- |
| Benediktinerinnenkloster                             |              | Rue du Pont-Neuf Quai Champollion (Lage)               | PA00095296    | Inscrit               | 1990                |                |
| Burg Laroque                                         |              | Route de Laroque (D653) (Lage)                         | PA00095127    | Inscrit               | 1963                |                |
| Collège Pélegri, Haus 24 Rue Pélegri                 |              | 24 Rue Pélegri 95 rue du Four-Sainte-Catherine (Lage)  | PA00095021    | Inscrit               | 1925                |                |
| Collège Pélegri, Haus 35 rue du Château-du-Roi       |              | 35 rue du Château-du-Roi (Lage)                        | PA00132947    | Inscrit               | 1994                |                |
| Collège Pélegri, Haus 65 rue du Clocher Saint-Pierre |              | 65 rue du Clocher Saint-Pierre (Lage)                  | PA00095006    | Inscrit               | 1943                |                |
| Collège Pélégri, Wohnturm                            |              | 2 rue du Four-Sainte-Catherine (Lage)                  | PA00095302    | Inscrit               | 1991                |                |
| Cuvier du Chapitre                                   |              | 35 rue de la Chantrerie (Lage)                         | PA00095004    | Classé                | 1990                |                |
| Dianabogen                                           |              | Avenue Freyssinet Rue des Thermes (Lage)               | PA00094995    | Classé                | 1886 1955           |                |
| Eremitage                                            |              | Chemin de l’Ermitage (Lage)                            | PA00095002    | Inscrit               | 1950                |                |
| ehemaliges Erzdiakonat                               |              | 38 rue de la Chantrerie (Lage)                         | PA00094996    | Classé                | 1907                |                |
| Haus                                                 |              | 58 rue du Château-du-Roi (Lage)                        | PA00095011    | Inscrit               | 1925                |                |
| Haus                                                 |              | 71 rue du Cheval-Blanc (Lage)                          | PA46000002    | Inscrit               | 1996                |                |
| Haus                                                 |              | 46 rue Donzelle (Lage)                                 | PA46000003    | Inscrit               | 1996                |                |
| Haus                                                 |              | 3 rue Manceau (Lage)                                   | PA00095016    | Classé                | 1924                |                |
| Haus                                                 |              | Rue nationale 253 (Lage)                               | PA00095019    | Inscrit               | 1925                |                |
| Hôtel d’Alamand                                      |              | 40 rue du Portail Alban (Lage)                         | PA00095007    | Inscrit               | 1944                |                |
| Hôtel d’Issala                                       |              | 160 rue Nationale 83 rue du Docteur-Bergougnoux (Lage) | PA00095013    | Inscrit               | 1925                |                |
| Hôtel Lémozi                                         |              | 17 boulevard Georges-Saumande (Lage)                   | PA00095012    | Classé                | 1911                |                |
| Hôtel de Marcilhac                                   |              | 116 rue nationale (Lage)                               | PA00095018    | Inscrit               | 1925                |                |
| Hôtel de Vayrols                                     |              | 333 rue nationale (Lage)                               | PA00095020    | Inscrit               | 1925                |                |
| Hôtel de ville                                       |              | Boulevard Gambetta (Lage)                              | PA00095003    | Inscrit               | 1975                |                |
| Immeuble des Mirepoises                              |              | 15 boulevard Gambetta (Lage)                           | PA00095005    | Inscrit               | 1977                |                |
| Kathedrale Saint-Étienne                             |              | Place Jean-Jacques-Chapou (Lage)                       | PA00094997    | Classé                | 1862                |                |
| Kirche Saint-Barthélémy                              |              | Rue Saint-Barthélemy (Lage)                            | PA00095000    | Classé                | 1933                |                |
| Kirche Saint-Urcisse                                 |              | Rue Saint-Urcisse (Lage)                               | PA00095001    | Classé                | 1988                |                |
| Kloster der Sœurs de Gramat                          |              | Rue des Soubirous (Lage)                               | PA00094999    | Inscrit               | 1925 1926           |                |
| Lycée Gambetta                                       |              | 105 rue Wilson (Lage)                                  | PA00095008    | Classé Inscrit        | 1891 2016           |                |
| Maison de Henri IV                                   |              | (Lage)                                                 | PA00095009    | Classé                | 1862                |                |
| Maison Issala                                        |              | 512 rue de la Rivière (Lage)                           | PA00095010    | Inscrit               | 1954                |                |
| Maison Lacoste                                       |              | 30 rue Saint-André (Lage)                              | PA00095022    | Inscrit               | 1925                |                |
| Maison Quéval                                        |              | Rue Fondue-Basse Rue de la Halle (Lage)                | PA00095014    | Inscrit               | 1925                |                |
| Maison Soulié du Bru                                 |              | 41 rue des Soubirous (Lage)                            | PA00095023    | Inscrit               | 1925                |                |
| Maison Trémolière                                    |              | Place Galdemar (Lage)                                  | PA00095015    | Inscrit               | 1925                |                |
| Maison Verdier (=Hôtel d’Issala)                     |              | 160 rue Nationale (Lage)                               | PA00095017    | Inscrit               | 1925                |                |
| Mittelalterliches Haus                               |              | 88 rue des Soubirous (Lage)                            | PA00095024    | Inscrit               | 1925 1997           |                |
| Musée de Cahors Henri-Martin                         |              | 792 rue Émile-Zola (Lage)                              | PA46000015    | Inscrit               | 1999                |                |
| Palais Duèze                                         |              | Boulevard Gambetta (Lage)                              | PA00095025    | Classé                | 1886                |                |
| Palais de Via                                        |              | Rue des Soubirous (Lage)                               | PA00094998    | Classé Inscrit Classé | 1922 1925 1996 2019 | weitere Bilder |
| Pfarrhaus der Kathedrale                             |              | Rue de la Chantrerie (Lage)                            | PA00095028    | Inscrit               | 1931                |                |
| Pont Valentré                                        |              | (Lage)                                                 | PA00095027    | Classé                | 1840                |                |
| Römisches Amphitheater                               |              | Allées Fénelon (Lage)                                  | PA46000041    | Inscrit               | 2009                |                |
| Speicher des Kapitels, Turm und ehemalige Vogtei     |              | 27 rue Saint-James / 1 et 19 place Chapou (Lage)       | PA46000072    | Inscrit               | 2019                | weitere Bilder |
| Stadtbefestigung                                     |              | (Lage)                                                 | PA00095029    | Classé                | 1910                |                |
| Stadtbibliothek                                      |              | Boulevard Gambetta Place Aristide-Briand (Lage)        | PA46000014    | Inscrit Classé        | 1999                |                |

## Liste der Objekte
- Monuments historiques (Objekte) in Cahors in der Base Palissy des französischen Kultusministeriums